# Otonycteris
Otonycteris es un género de murciélagos de la familia Vespertilionidae. Los miembros de este género se encuentran en África del Norte y Asia central. Hasta hace poco se pensaba que era monotípico, pero en 2010, el murciélago orejudo de Turquestán se distinguió del murciélago orejudo del desierto; Anteriormente, todas las poblaciones eran reconocidas como murciélago orejudo del desierto.
Actualmente, consiste de dos especies:
- Murciélago orejudo del desierto (Otonycteris hemprichii)
  - Subespecies:
    - Otonycteris hemprichii hemprichii: se encuentra en África del Norte, Levante y Oriente Medio.
    - Otonycteris hemprichii cinerea: encontrado en las montañas de Irán y Omán.
    - Otonycteris hemprichii jin: se encuentra en los desiertos de baja elevación del este de la península arábiga y el sureste de Irán.
- Murciélago orejudo de Turquestán (Otonycteris leucophaea)